# EMD BL2
EMD BL2 byla čtyřnápravová dieselelektrická lokomotiva vyrobená v letech 1948 až 1949 v počtu 59 kusů americkou firmou Electro-Motive Division (EMD), divizí koncernu General Motors. Jednalo se o první pokus tohoto výrobce o průnik na trh s lokomotivami koncepce road switcher, stroji vhodnými pro traťovou službu i posun. BL2 vychází z tehdy vyráběného modelu skříňové lokomotivy F3, od kterého se však odlišuje nekonvenčním vzhledem, zkosenými boky pro zajištění výhledu směrem vzad a plošinami pro posunovače. Lokomotiva nebyla prodejně úspěšná a brzy byla ve výrobě nahrazena daleko zdařilejším modelem GP7, jehož se prodalo přes 2 700 kusů.

## Vývoj

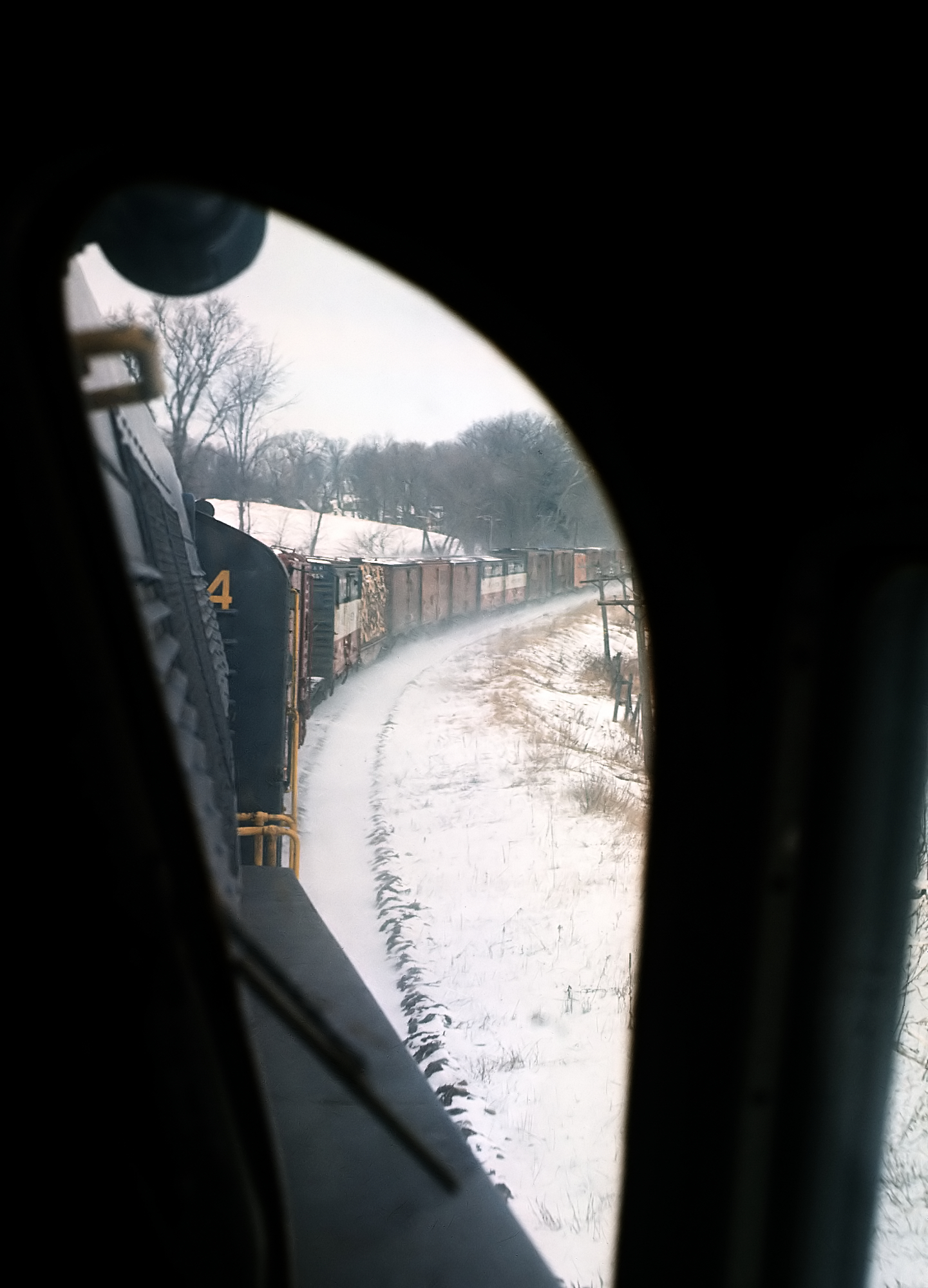
Zadní pohled ze stanoviště lokomotivy BL2

Ačkoliv byla společnost EMD po 2. světové válce dominantním výrobcem amerických dieselových lokomotiv, jednou z oblastí, na které se příliš nesoustředila, byly univerzální stroje typu road switcher, za jejichž prvního zástupce je považován model RS-1 představený lokomotivkou ALCO v roce 1941. EMD sice nabízela vylepšené posunovací lokomotivy série NW, vybavené traťovými podvozky a parními generátory pro vytápění osobních vlaků, ale tyto byly vyrobeny jen v malých počtech a často využívány spíše pro přetahy souprav v koncových stanicích.
V roce 1947 byl konečně postaven prototyp lokomotivy BL1, v jehož označení písmena BL znamenala „Branch Line“ – lokomotiva pro vedlejší tratě. V letech 1948 a 1949 pak bylo vyrobeno 58 sériových strojů označených BL2, které se odlišovaly použitím elektrického kontroléru místo pneumatického a dalšími menšími detaily. Na stejný standard byl později upraven i původní prototyp. Lokomotivy BL2 se příliš neosvědčily, jelikož nenabízely některé z výhod skutečných kapotových lokomotiv – snadnější přístup k vnitřním komponentům během údržby a nižší pořizovací náklady. Navíc jejich lehká konstrukce neumožňovala nasazení ve vozbě těžších vlaků. Neúspěch lokomotiv BL2 ale EMD poskytl cenné zkušenosti, které byly zužitkovány při vývoji mnohem úspěšnějšího modelu GP7.

## Popis
BL2 ve vnitřní části vycházela z lokomotiv F3, byla ale postavena na delším rámu. Karosérie byla zkosena tak, aby poskytovala výhled směrem vzad, stále však byla zachována komplikovaná boční nosná konstrukce. Lokomotivu s uspořádáním pojezdu Bo′Bo′ poháněl dvoudobý šestnáctiválec 16-567B přeplňovaný Rootsovými dmychadly, elektrický přenos výkonu zajišťoval trakční generátor D12 v kombinaci s trakčními motory typu D17. Některé lokomotivy byly vybaveny parním generátorem pro vytápění osobních vozů, ten byl umístěn v přední části a jeho komín byl vyveden mezi čelními okny.